# Massen (Massen-Niederlausitz)
Massen (niedersorbisch Mašow) ist ein Ortsteil der amtsangehörigen Gemeinde Massen-Niederlausitz im Landkreis Elbe-Elster in Brandenburg. Der Ort gehört dem Amt Kleine Elster (Niederlausitz) an und war bis zum 31. Dezember 1997 eine eigenständige Gemeinde. Massen ist Sitz der Gemeindeverwaltung von Massen-Niederlausitz sowie Sitz der Amtsverwaltung des Amtes Kleine Elster (Niederlausitz).

## Lage
Massen liegt in der Niederlausitz, etwa einen Kilometer östlich des Stadtzentrums der Stadt Finsterwalde. Umliegende Ortschaften sind Tanneberg im Norden, Lindthal im Nordosten, Betten im Südosten und der Ortsteil Schacksdorf der Gemeinde Lichterfeld-Schacksdorf im Südosten, die Stadt Finsterwalde im Süden und Westen sowie Gröbitz im Nordwesten.

## Geschichte
Erstmals urkundlich erwähnt wurde Massen im Jahr 1375 unter dem Namen „Massin“. Der Ortsname ist nach Reinhard E. Fischer vom sorbischen Personennamen „Macha“ bzw. „Mascha“ abgeleitet. Laut Ernst Eichler liegt dem Ortsnamen die Grundform „Maš“ zugrunde, eine Kurzform des Namens „Małomir“. Der Ortsname geht daher vermutlich auf einen ehemaligen Dorfbesitzer zurück.
Bis 1720 hatte es in Massen Gottesdienste in sorbischer Sprache gegeben. Noch 1738 sprachen sämtliche Bewohner von Massen Sorbisch, 1786 dagegen nur noch die Hälfte. Der Sprachwechsel vom Deutschen war zu Beginn des 19. Jahrhunderts im Wesentlichen abgeschlossen.
Vor dem Wiener Kongress und den dort beschlossenen Gebietsabtretungen des Königreiches Sachsen an das Königreich Preußen gehörte Gröbitz zu Sachsen. Ab 1816 gehörte der Ort zum Landkreis Luckau der preußischen Provinz Brandenburg, wo Massen zum Amt Finsterwalde angehörte. Im Jahr 1819 lebten im Massen 212 Menschen in 42 Häusern, darunter auch mehrere Gutsbesitzer mit 31¾ Hufen. Die Kirche des Ortes war eine Filialkirche zu Finsterwalde. In der Nähe des Dorfes gab es eine Windmühle, zudem verfügte der Ort über eine Schule.
1840 hatte Massen laut der Topographisch-statistischen Übersicht des Regierungsbezirks Frankfurt a.d.O. 56 Wohngebäude mit 282 Einwohnern und gehörte dem Rentamt Dobrilugk an. Zum Ort gehörten damals zwei Windmühlen. Bis 1864 stieg die Einwohnerzahl in Massen auf 435 an, der Ort war damals dem Amt Finsterwalde in der Standesherrschaft Dobrilugk angehörig.
Bis 1815 gehörte Massen zum Luckauischen Kreis, dieser wurde nach den Gebietsänderungen des Wiener Kongresses in den Landkreis Luckau umgewandelt. Nach dem Zweiten Weltkrieg lag die Gemeinde zunächst in der Sowjetischen Besatzungszone und anschließend in der DDR. Bei der am 25. Juli 1952 in der DDR durchgeführten Kreisreform wurde Massen dem Kreis Finsterwalde im Bezirk Cottbus angegliedert. Am 19. Mai 1974 wurde Tanneberg nach Massen eingemeindet. Nach der Wende wurde der Kreis Finsterwalde in Landkreis Finsterwalde umbenannt und schließlich aufgelöst, die Gemeinde Massen wurde dem Landkreis Elbe-Elster zugeordnet und schloss sich dem Amt Kleine Elster (Niederlausitz) an. Am 31. Dezember 1997 wurde Massen mit den Gemeinden Babben, Betten und Lindthal zu der neuen Gemeinde Massen-Niederlausitz zusammengeschlossen.

## Kultur & Sehenswürdigkeiten
- Die evangelische Dorfkirche Massen wurde etwa in der Mitte des 13. Jahrhunderts als Feldsteinbau mit Westquerturm errichtet. In ihrer Ausführung ist die Kirche für die Region einzigartig. Im 16. Jahrhundert wurde das Kirchenschiff mit Zellengewölbe eingewölbt, am östlichen Ende des Schiffs schließt sich eine Sakristei mit Gratgewölbe an. Im 18. Jahrhundert wurde die Kirche erneuert, eine weitere Sanierung folgte im 19. Jahrhundert. Vor der Kirche befindet sich ein Gefallenendenkmal, welches zunächst zu Ehren der Gefallenen des Ersten Weltkriegs errichtet wurde, später wurden auch Tafeln mit den Gefallenen des Zweiten Weltkrieges angebracht. Die Kirche und das Denkmal stehen unter Denkmalschutz.[10]
- Denkmal von 1967 auf dem Waldfriedhof, das an die umgekommenen französischen und polnischen Zwangsarbeiter und Kriegsgefangenen erinnert, die während des Zweiten Weltkrieges in zwei Lagern lebten und für die Finsterwalder Maschinen GmbH arbeiten mussten.
- Schwarze Frau von Massen, Skulptur des Bildhauers Frieder Preis in der Dorfmitte[11]

Diese ursprünglich aus Bronze gegossene und am 1. Mai 2005 auf dem Dorfanger enthüllte Sagenfigur wurde im November 2012 gestohlen. Die Figur versinnbildlicht eine in der Lausitz bekannte Sage über die Schwarze Frau, deren ausgezehrtes und hässliches Aussehen die Schweden im Dreißigjährigen Krieg aus dem Ort vertrieben haben soll. Das Wahrzeichen des kleinen Ortes, dessen Herstellung 8500 Euro gekostet hatte, war nur noch an ihren Fußabdrücken zu erkennen. – Aufgeklärt wurde der Diebstahl nicht, aber an der gleichen Stelle fand kurze Zeit später eine Kopie aus Polyester Aufstellung. Diese Figur wurde im Dezember 2014 durch einen Brandanschlag beschädigt. Offenbar finden einige Bewohner das negativ konnotierte Sujet einer Schwarzen Frau für den Ort unpassend oder die Darstellung ist einfach zu hässlich, denn bereits im Januar 2018 wurde eine Zacke der Forke abgebrochen, die zweite verbogen. Ein Gutachten soll die Schadenshöhe ermitteln, danach entscheidet die Gemeinde, ob eine nochmalige Erneuerung durchgeführt wird.
- Eine weitere Skulptur befindet sich seit September 2018 am Eingang zum Gewerbepark an der B 96. Die 12,90 m hohe und 8,2 t stählerne Pusteblume wurde von den ortsansässigen Unternehmen finanziert.
- Im ehemaligen Gasthaus "Linde" befindet sich heute der Kutschensaal. Die Ausstellung beherbergt insgesamt 18 Kutschen.

## Bevölkerungsentwicklung
| 1875 | 446 | 1939 | 1.176 | 1981 | 1.408 |
| 1890 | 500 | 1946 | 1.459 | 1985 | 1.376 |
| 1910 | 770 | 1950 | 1.487 | 1989 | 1.368 |
| 1925 | 882 | 1964 | 1.270 | 1992 | 1.331 |
| 1933 | 995 | 1971 | 1.231 | 1996 | 1.313 |

## Wirtschaft und Infrastruktur
Massen besitzt einen umfangreichen Gewerbe- und Industriepark, der direkt an der Bundesstraße 96 angesiedelt ist.
Eine der größten neu angesiedelten Firmen ist der kanadische Autozubehör-Produzent INTIER, welcher zum österreichisch-kanadischen Magna-Konzern gehört. Die Firma INTIER investierte im Jahr 2006 40 Millionen Euro in den Bau einer neuen Niederlassung in der Gemeinde Massen-Niederlausitz. INTIER produziert Kunststoff- und Innenraumteile für zahlreiche Autohersteller wie BMW. Im März 2007 wurde mit 48 Mitarbeitern die Produktion begonnen. Bis zu 200 Mitarbeiter sollen hier künftig arbeiten.
Die Würth-Gruppe hat ebenfalls eine Niederlassung im Gewerbepark.

### Verkehr
Durch Massen-Niederlausitz führt die Bundesstraße 96 zwischen Finsterwalde und Senftenberg. Die Anschlussstellen Bronkow und Großräschen der Autobahn 13 (Berlin – Dresden) liegen 17 km bzw. 18 km weit entfernt.
Der nächstgelegene Bahnhof ist Finsterwalde an der elektrifizierten Bahnstrecke Halle–Cottbus, welche auch durch Massen führt.
Im Rahmen der teilweisen Reaktivierung der sogenannten Schippchenbahn wurde neben dem alten Bahnhof ein Haltepunkt eingerichtet. Dies betrifft lediglich Sonderfahrten von Finsterwalde zum Besucherbergwerk Abraumförderbrücke F60 und zurück.
Den öffentlichen Personennahverkehr (ÖPNV) bedienen Busse der VerkehrsManagement Elbe-Elster GmbH aus Finsterwalde.
Gegenüber des Industrieparks an der B 96 befindet sich ein Verkehrsübungsplatz, der auch für Fahrsicherheitstraining und Kartsport genutzt wird.

### Bildung
In Massen gibt es eine Grund- und eine Oberschule.

### Sport
- Größter Sportverein im Ort ist der TSV Germania Massen (Turn- und Sportverein Germania Massen e. V.). Der in der DDR-Zeit mehrfach umbenannte Verein wurde 1902 als Turnverein Germania gegründet und zählt heute circa 150 Mitglieder. Der Verein gliedert sich in die Abteilungen Handball, Faustball, Karneval, Fußball und Frauengymnastik.[15] Die 1998[16] eröffnete Sporthalle wurde 2019 nach dem langjährigen Vereinsvorsitzenden in Artur Walter - Halle umbenannt.[17]

- Die ursprüngliche Reitersparte des Vereins (damals als BSG Chemie Massen aktiv) ging 1973 in den Trägerverein LPG Frohes Leben Massen über und wurde schließlich am 18. Juli 1990 als Massener Reit- und Fahrverein e. V. neugegründet.[18][19]

- Des Weiteren gibt es den Schießklub Weidmannsheil Massen 1922 e.V.[20][21]

- Gokart-Rennen sind auf dem Verkehrsübungsplatz möglich.

## Persönlichkeiten
- Martin Kaschke (1610–1727), vermutlich ältester Mann, der jemals in Deutschland gelebt hat, wurde in Massen geboren
- Hannes Walter (* 1984), Politiker (SPD), Mitglied des Deutschen Bundestages, lebt in Massen